# Alain Barrière
Alain Barrière, geboren als Alain Bellec (* 18. November 1935 in La Trinité-sur-Mer, Bretagne; † 18. Dezember 2019 in Carnac, Bretagne) war ein französischer Sänger und Komponist.

## Leben
Barrière wurde als Alain Bellec geboren und war der Sohn eines Fischhändlers. Er studierte zunächst an der Ècole des Arts et Métiers und schloss mit dem Ingenieurdiplom ab. Neben der Arbeit als Ingenieur schrieb er eigene Chansons und nahm 1961 unter dem Künstlernamen Alain Barrière mit Cathy am Concours du Coq d'or de la chanson française teil. Im darauffolgenden Jahr hatte er mit Une fille pleurait seinen ersten Erfolg. 1963 nahm er mit dem Titel Elle était si jolie am Grand Prix Eurovision de la Chanson teil und belegte den fünften Platz. Das Lied war in Frankreich sowohl in seiner als auch in einer Coverversion von Rika Zaraï sehr erfolgreich. Bis Mitte der 1970er Jahre schrieb er weitere Erfolgstitel wie La Marie Joconde, Ma vie (1964), La maison vide (1965), Les guinguettes, Toi (1966), Lolita, Va (1967), Viva Ouagadougou (1969), Rien qu'un homme (1970) oder Si tu ne me revenais pas (1972).
1975 schaffte er den internationalen, europaweiten Durchbruch mit dem Hit Tu t’en vas, einem Duett mit Noëlle Cordier. Mit Liedern wie Paris Disco, Amoco (1978) und I Wanna Be Me (1979) widmete er sich ähnlich wie seine Chanson-Kollegen Dalida oder Claude François dem seinerzeit ungemein populären Disco-Stil. Paris Disco und Amoco waren seine letzten großen Erfolge in den französischen Single-Charts.
Neben seiner Karriere erwarb er ein Grundstück in Carnac, auf dem er ein altes Schloss (Le Stirwen) als Diskothek/Restaurant restaurieren ließ. Schlecht beraten, bekam er mit diesem Projekt unter anderem mit dem Fiskus Ärger und verließ 1977 mit seiner Familie für vier Jahre Frankreich und ging in die Vereinigten Staaten.
Nach seiner Rückkehr veröffentlichte er neue Songs und Alben, z. B. La mer est là, konnte aber nicht mehr recht Fuß fassen. Er verließ Frankreich ein weiteres Mal, diesmal für längere Zeit und ging nach Québec. Anfang der 90er Jahre zurück in Frankreich, veröffentlichte er 1997 sein letztes Studioalbum Barrière ’97 nebst einer Best-of-Sammlung auf CD.
Im Jahre 2003 verabschiedete er sich von der Szene, tauchte aber 2005 mit Konzerten, einer neuen Best-of-CD und seiner Autobiografie Ma Vie, die eine CD mit vier neuen Titeln enthält, sowie der ersten DVD wieder auf und konnte zumindest in Frankreich und Kanada an seine damaligen Erfolge anknüpfen. Im April 2007 gab Barrière erstmals nach vielen Jahren wieder zwei umjubelte Konzerte im Pariser Olympia. Gleichzeitig wurde er in den französischen Fernsehnachrichten mit einem im Internet aufrufbaren kurzen Bericht gewürdigt.
Am 16. September 2011 verabschiedete sich Barrière endgültig von der Bühne; im Palais des congrès de Paris fand das letzte Konzert unter dem Titel Le dernier rendez-vous statt. Insgesamt verkaufte Barrière über sechs Millionen Singles und Alben allein in Frankreich.
Barrière erlitt in seinen letzten Lebensjahren mehrere Schlaganfälle, zuletzt Anfang Dezember 2019, vor dem Krebstod seiner Ehefrau Anièce, mit der er seit 1975 verheiratet war. Am 18. Dezember 2019 starb Barrière infolge eines Herzstillstands im Alter von 84 Jahren.

## Diskografie (Auswahl)
Alben
- 1965: Ma vie
- 1980: Alain Barrière
- 1992: Les Grandes Chansons
- 2006: Mes Plus Grands Succès
- 2010: Best Of

## Auszeichnungen für Musikverkäufe
| Goldene Schallplatte - Frankreich - 1979: für das Album Ma vie - 1981: für das Album Alain Barrière - 2011: für das Album Best Of - Kanada - 1993: für das Album Les Grandes Chansons - 2006: für das Album Mes Plus Grands Succès | Platin-Schallplatte - Kanada - 1978: für die Single Tu t’en vas |

| Land/RegionAuszeichnungen für Musikverkäufe (Land/Region, Auszeichnungen, Verkäufe, Quellen) | Gold     | Platin  | Verkäufe | Quellen         |
| -------------------------------------------------------------------------------------------- | -------- | ------- | -------- | --------------- |
| Frankreich (SNEP)                                                                            | 3× Gold3 | —       | 250.000  | infodisc.fr     |
| Kanada (MC)                                                                                  | 2× Gold2 | Platin1 | 200.000  | musiccanada.com |
| Insgesamt                                                                                    | 5× Gold5 | Platin1 |          |                 |

## Ehrungen
- 2011: Ordre des Arts et des Lettres (Komtur)[8]